# Silent Hill 2
 For alternative betydninger, se Silent Hill. (Se også artikler, som begynder med Silent Hill)
Silent Hill 2 er den anden udgivelse i Silent Hill horror-spillene. Det blev udgivet i 2001 til Playstation 2. Man følger ikke de samme personer som i det oprindelige Silent Hill-spil, men spillet foregår stadig i byen Silent Hill.

## Plot
I spillet styrer man James Sunderland, som er taget til Silent Hill efter på mystisk vis at have modtaget et brev fra sin kone Mary, som døde af en sygdom for tre år siden. I brevet beder hun James om at mødes ved deres "special place". I sin søgen møder han Maria, som ligner Mary på en prik. Maria kender dog intet til Mary men beder om at følge med James, da hun ikke mener at hun kan klare sig alene. Næsten overalt i Silent Hill kan man møde frygtindgydende og bizarre monstre der alle har det til fælles, at de på hver sin måde afspejler James egen psyke. Som spillet skrider frem erfarer James mere om sin kones død end han havde ønsket at vide.

## Personer
- James Sunderland er hovedpersonen, som drager til Silent Hill for at lede efter sin afdøde kone.
- Mary Sheperd-Sunderland er James hustru som døde tre år inden spillets begyndelse. I de sidste år af hendes liv led hun af en uspecificeret sygdom.
- Maria er en kvinde James møder i Rosewater Park. Hendes ansigt er nøjagtigt magen til Marys, men hendes adfærd er helt anderledes.
- Angela Orosco er en psykisk ustabil ung kvinde som James møder på kirkegården. Hun leder efter sin mor i Silent Hill. Hendes foruroligende adfærd forklares indirekte gennem spillets løb.
- Eddie Dombrowski er en ung mand der i starten synes ufarlig, men viser sig at være psykisk ustabil og voldelig som følge af livslang mobning på grund af hans overvægt.
- Laura er en pige som af en ukendt grund gør James' mission svær. Hun virker til at vide noget om Mary.

## Monstre
- Lying figure er det første monster James møder. Det er et brunligt menneskelignende væsen, hvis arme er groet fast på kroppen. Det angriber ved at spytte syre. Når det ligger ned, er det i stand til at bevæge sig hurtigt rundt.
- Mannequins er hvide hovedløse tøjmannequiner, hvis arme er erstattet med ben. Mannequinnen angriber med sine to øverst ben. De reagerer på lys og står stille indtil James er få meter fra dem.
- Bubblehead Nurses er ansigtløse, zombie-lignende sygeplejersker i nedringede uniformer. De er væbnet med metalrør.
- Mandarin er et abelignende væsen med store rør-lignende arme. De svinger rundt på undersiden af de metalgitre som nogle gange udgør gulvet. Det angriber James mens han passerer over dem.
- Crawlers ligner store kakerlakker. De angriber ved at bide til James' fødder.
- Prisoners er to monstre der på intet tidspunkt kan ses. De findes i fængselscellerne i Toluca Prison, hvor de banker tremmer og udstøder dybe lyde. De udgør ingen farer, men James kan skyde dem, hvorpå de udstøder menneskelige smerteskrig.
- Abstract Daddy ligner en vandrende seng med to menneskelige skikkelser på.